# Topobea andreana
Topobea andreana är en tvåhjärtbladig växtart som beskrevs av Célestin Alfred Cogniaux. Topobea andreana ingår i släktet Topobea och familjen Melastomataceae. Inga underarter finns listade i Catalogue of Life.